# Аита
Аита је име етрурског бога подземља. Идентичан је Хаду у грчкој и Плутону у римској митологији.